# Running Against the Grain
Running Against the Grain è un extended play del cantautore italiano Franco Battiato, pubblicato nel 2001 dalla Sony Music come estratto dall'album Ferro battuto. 
È stato girato un videoclip di Running Against the Grain, diretto da Luca Volpatti e Battiato. Il brano In trance è un estratto dalla colonna sonora del balletto Campi magnetici, edita da Sony Classical. 
Vida en diagonal è la versione in spagnolo di Running Against the Grain, con testo adattato da Milagrosa Ortiz Martín. È presente sull'album Hierro forjado e su un CD promozionale uscito in Spagna. 

## Tracce

### CD Italia
Musiche di Franco Battiato.
1. Running Against the Grain (feat. Jim Kerr) – 3:43 (testo: Franco Battiato e Manlio Sgalambro)
2. Sarcofagia – 3:47 (testo: Manlio Sgalambro)
3. In trance – 7:27 (testo: Manlio Sgalambro)

Durata totale: 14:57

### CD Spagna (promozionale)
Testi di Franco Battiato, Manlio Sgalambro e Milagrosa Ortiz Martín, musiche di Franco Battiato.
1. Vida en diagonal (feat. Jim Kerr) – 3:41